# Berenice (conte)
Berenice és un conte de terror d'Edgar Allan Poe. Es publicà per primera vegada en el diari Southern Literary Messenger, al 1835.
Davant el seu sadisme esborronador, els lectors coetanis es manifestaren horroritzats amb la història i exposaren queixes al director del Messenger. Encara que Poe en publicà després una versió retallada, afirmà que només hauria de ser jutjat pel nombre de còpies venudes.
La cita que encapçala el relat, en llatí: Dicebant mihi sodales, si sepulchrum amicae visitarem, curas meas aliquantulum fore levatas,[1] pot traduir-se: «Em deien els amics que trobaria algun alleujament al meu dolor visitant la tomba de l'estimada». Aquesta cita la descobreix el narrador protagonista, Egaeus, en un llibre cap a la fi del conte.

## Argument
Egaeus es prepara per casar-se amb la seua cosina Berenice; sofreix, però, estranys atacs d'abstracció durant els quals sembla aïllar-se per complet del món. Per una malaltia desconeguda, Berenice va deteriorant-se a poc a poc, fins que l'única part del seu cos que sembla romandre viva són les seues boniques dents, amb què Egaeus comença a obsessionar-se. Berenice mor finalment i ell entra en un dels seus tràngols. Un criat l'interromp informant-lo que la tomba de Berenice ha estat profanada. Egaeus es descobreix cobert de sang, i al seu costat, diverses eines de dentista i una capseta amb 32 dents. D'altra banda, tot fa pensar que Berenice fou enterrada viva.

## Anàlisi
En Berenice, Poe segueix la tradició popular de la novel·la gòtica, gènere de gran èxit entre el públic nord-americà i anglés de la seua època. L'autor, però, imprimia a aquest tipus d'històries el seu toc personal, més elaborat, i ho feia dramatitzant el terror amb imatges més realistes. Aquest és un dels contes més violents de Poe. El mateix narrador en llegir la frase de la cita s'horroritza sense saber el motiu: «Per què, doncs, en llegir-les se'm van estarrufar els cabells i la sang se'm congelà a les venes?». Poe en realitat no inclou l'escena en què el personatge arrenca les dents a la seua dona encara viva, però fa que el lector se la imagine en posar-lo en trànsit després de dur-ho a terme, i només unes línies més tard se li veu tacat de sang. Un altre detall atroç és que es puntualitza que la capseta, en efecte, conté 32 peces dentals exactes (les que formen la dentadura humana), i el lector també imagina com les ha arrencades, una a una, estant encara viva la víctima.
El tema principal del conte pot trobar-se en una altra frase del principi del relat: «¿Com és que de la bellesa he derivat un tipus de lletjor; de l'aliança i la pau, un símil del dolor?».[1][5] Poe utilitza per primera vegada un personatge afectat de monomania, recurs que emprarà algunes voltes en obres posteriors.
Les dents apareixen a vegades en la seua obra com a símbol de la mort: les «sepulcrals i espantoses» dents del cavall en Metzengerstein, els llavis que es retorcen sobre les dents de l'hipnotitzat en La veritat sobre el cas del Sr. Valdemar, i el cruixir de dents en Hop-Frog. Sigmund Freud haguera pogut remarcar el significat de les dents en Berenice. En termes freudians, l'extracció de dents és signe de castració, potser com a càstig per la masturbació. Les dents poden indicar igualment una defensa contra la possessió del cos femení, una altra connotació sexual. La psicoanalista Marie Bonaparte, en Vida i cartes d'Edgar Allan Poe, es refereix a l'anomenada vagina dentata en la seua interpretació del relat. També en termes psicològics, s'ha assenyalat l'acusat fetitxisme de la narració.
Egaeus i Berenice són personatges molt representatius o modèlics. Egaeus, que viu literalment a la seua biblioteca, representa l'intel·lectualisme. És un home seré i d'hàbits tranquils que només té interés pel pensament i l'estudi. Berenice és menys espiritual; la hi descriu com «vagant despreocupada per la vida» i «àgil, elegant i plena d'una energia desbordant».
És, en realitat, una dona oprimida, que no diu res en tota la història. El seu únic propòsit, igual que ocorre amb molts personatges femenins de Poe, és ser bella i acabar morint. Egaeus perd interés en ella quan Berenice emmalalteix, la qual cosa per a ell la converteix en un objecte digne d'anàlisi, no d'admiració. Egaeus la deshumanitza, per exemple descrivint «el» front de Berenice, en lloc d'«el seu» front.
Poe degué utilitzar els noms dels personatges per suggerir vincles amb l'antiga tragèdia grega. El nom Berenice ('portadora de la victòria', en grec) prové d'un poema de Cal·límac de Cirene. En el poema, el personatge històric de Berenice promet lliurar els seus bells cabells a la dea Afrodita si el seu marit torna sa i estalvi de la guerra. I Egaeus pot provenir d'Aegeus, un llegendari rei d'Atenes que se suïcidà quan cregué que el seu fill Teseu havia mort lluitant amb el monstruós Minotaure.
El paràgraf final del relat suposa la conjunció de distintes línies significatives. El ritme narratiu, així com el sonor consonantisme i l'accentuació vocàlica llarga ajuden a unificar l'efecte.
Robert Louis Stevenson admira en Poe la seua «poc menys que inversemblant agudesa en el relliscós terreny entre el seny i la bogeria», asseveració fundada en narracions com El dimoni de la perversitat, El cor delator i Berenice. Sobre aquest en concret afirma que és «terrible, prem en el nostre pit una corda, que per ventura fos millor no tocar».
El biògraf de Poe Georges Walter suggereix que Berenice és «la història més terrorífica» de l'autor i que recorda l'estudi sobre la mateixa de Marie Bonaparte centrat la «manera sadonecròfila del cicle de la mare».
Julio Cortázar destaca el fet que és un dels primers relats de Poe (potser el primer que escrigué), i així i tot n'expressa ja de tot l'horror i eficàcia dels millors. També recorda que en carta a l'editor del diari en què reconeix haver arribat al mateix marge del mal gust, Poe declara també que Berenice va nàixer d'una simple aposta.
Berenice és, finalment, una de les poques històries de Poe en què el narrador té nom.

### Temes principals
Hi apareixen alguns temes en comú amb altres obres:
- La mort d'una dona bella (també en Ligeia, Morella, El retrat oval i Filosofia de la composició).
- L'enterrament en vida (en La bota d'amontillado, La caiguda de la casa Usher i L'enterrament prematur).
- La catalèpsia (en L'enterrament prematur i La caiguda de la casa Usher).
- La demència (en La caiguda de la casa Usher, El cor delator, El sistema del doctor Tarr i el professor Fether).

## Publicació i acolliment
El relat aparegué per primera vegada en la fins a un cert punt refinada publicació Southern Literary Messenger[14] al març de 1835. Molts lectors es commocionaren per la violència suggerida en Berenice i se'n queixaren al director, Thomas W. White,[15] i això en propicià una versió suavitzada que isqué al 1840. Els quatre paràgrafs retirats (inclosos, en paraules de Julio Cortázar, en la versió traduïda per Baudelaire, i que no apareixen en la traducció d'aquell) mostren una visita d'Egaeus a Berenice abans del seu enterrament, en què s'aprecia clarament que està encara viva, movent els dits i somrient. Cortázar afirma sobre aquesta supressió que «Poe millorà sensiblement el relat». Els quatre paràgrafs suprimits seguien en la primera versió a la frase «la tomba estava disposada per al seu ocupant i acabats els preparatius de l'enterrament»:
| « | Tenia el cor oprimit i ple de pesar i, tot i que reticent, em dirigí al dormitori de la morta. La cambra era àmplia i fosca, i a cada passa a l'interior de l'ombrívol recinte ensopegava amb els ornats funeraris. El taüt, segons em digué un criat, estava envoltat dels cortinatges del llit i, en aquell taüt, em murmurà, hi havia tot el que restava de Berenice. ¿Qui fou qui em suggerí llavors que m'acostara a mirar el cadàver? No havia vist moure's els llavis de ningú; la petició, però, havia estat formulada, i l'eco de les síl·labes encara vibrava en l'aire. Era impossible negar-ho, i amb una sensació de sufoc m'arrosseguí vora el llit. Suaument vaig retirar a un costat els foscs cortinatges. En deixar-los caure, m'envoltaren els muscles, allunyant-me del món dels vius i deixant-me en estreta comunió amb el cadàver. La mateixa atmosfera estava impregnada de mort. L'olor peculiar del taüt em posà malalt; i em vaig imaginar que el os ja exhalava una emanació nefasta. Hauria donat un món per fugir-hi, per escapar de la influència perniciosa de la mort, per respirar altra volta l'aire pur dels cels eterns. Però no tenia el poder de moure'm, els genolls em trontollaven, i vaig romandre petrificat allí mateix, mirant en tota la seua espantosa longitud el cos rígid, atrapat en el negre sarcòfag destapat. Déu del cel! És possible? ¿El cervell em flaqueja, o era de veritat un dit del cadàver amortallat retorçant-se sota la bena encerada que l'embolcallava? Gelat d'indicible paor, vaig alçar a poc a poc els ulls, i els vaig fixar al rostre del cadàver. Una cinta li subjectava la mandíbula, però, no sé com, se n'havia després. Els llavis lívids es retorçaven en una mena de somriure i, per l'ofegant penombra, altra vegada em fulminà la mirada, irresistiblement, el brill blanc i espantós de les dents de Berenice. Vaig saltar convulsivament del llit i, sense dir un mot, vaig fugir com un maníac d'aquell reducte d'horror, misteri i mort.. | » |

Poe no estava d'acord amb les denúncies dels lectors. Un mes després de la publicació de Berenice, escrigué a White dient-li que moltes revistes havien aconseguit la fama a causa d'històries semblants. Fora de mal gust o no, expressava la seua aspiració de ser valorat, afirmant que «per ser valorat un ha de ser llegit».[15] De tota manera, afegí, «no pecaré tan egrègiament una altra vegada». També posà l'accent que la frase final no anava dirigida al gust del públic sinó només al tiratge de la revista.